# 反社会的勢力
反社会的勢力（はんしゃかいてきせいりょく、英語: Anti-Social Forces）とは、暴力や威力、または詐欺的手法を駆使して経済的利益を追求する集団または個人の総称である。暴力団、暴力団関係企業、総会屋、社会運動標榜ゴロ、特殊知能暴力集団、半グレ集団などの犯罪組織を広義に呼び、反社と略称される。

## 概要
企業には、CSR（企業の社会的責任）の観点から、暴力団等の資金源とならないために、それらの組織・団体とは取引を行わず、関係を持たないことが求められる。しかし、暴力団等による証券・不動産取引などの経済活動を通じた資金獲得活動が巧妙化したことで、暴力団を排除する意識が高い企業であっても、取引先企業が暴力団関係企業とは知らずに経済取引を行ってしまい、結果的に間接的に暴力団と取引をしてしまうおそれがあることから、暴力団のみならず、暴力団に準ずる組織・団体やその関係団体、あるいは、暴力団ではなくとも社会的に許容されない暴力行為・不法行為などを行っている組織・団体を包括的に捉え、それらの組織・団体に対する総合的な対策が必要とされるようになった。そうした組織・団体やその構成員・関係者を包括的に捉える用語が「反社会的勢力」である。

## 日本政府による対策
第3次小泉内閣当時の2006年（平成18年）6月20日の第7回犯罪対策閣僚会議・第3回青少年育成推進本部合同会議において、社会から暴力団を確実に排除するため、犯罪対策閣僚会議に関係省庁から成るワーキングチームを設置して対策を検討することが決定された。この方針を受け7月21日、内閣官房内閣審議官を議長とし、関係省庁の課長級職員を構成員とする「暴力団資金源等総合対策に関するワーキングチーム」が設置された。同ワーキングチームによる検討を経て、第1次安倍政権下の2007年（平成19年）6月19日、政府の犯罪対策閣僚会議の申し合わせとして「企業が反社会的勢力による被害を防止するための指針」が策定された。反社会的勢力の用語が公的に用いられた最初の例である。この指針においては反社会的勢力を「暴力、威力と詐欺的手法を駆使して経済的利益を追求する集団又は個人」と註釈している。指針では、企業が反社会的勢力による被害を防止するための基本的な理念や具体的な対応等が取りまとめられた他、相手が反社会的勢力にあたるかどうかをとらえる際には、相手がどのような属性を持った相手であるか（属性要件）、暴力的な要求行為、法的な責任を超えた不当な要求等の行為を行っているかどうか（行為要件）への着目が重要であるとし、2004年10月25日付け警察庁次長通達「組織犯罪対策要綱」を参照するよう示した。また、この指針は、多くの企業が契約・約款の中に後述する「反社会的勢力排除条項」を盛り込む契機ともなった。
この指針に伴う金融庁の募集したパブリックコメントにおいて、全国銀行協会等から「反社会的勢力との関係遮断の実効性確保のためには、反社会的勢力に関して具体的な定義等を策定する必要がある」との意見が出されたが、「反社会的勢力はその形態が多様であり、社会情勢等に応じて変化し得ることから、あらかじめ限定的に定義することは性質上そぐわないと考えます。本項の「反社会的勢力のとらえ方」を参考に、各金融機関で実態を踏まえて判断する必要があると考えます。」との考え方が示された。
また、2014年のパブリックコメントにおいても、「反社会的勢力はその形態が多様であり、社会情勢等に応じて変化し得るため、あらかじめ限定的に基準を設けることはその性質上妥当でないと考えます。本ガイドラインを参考に、各事業者において実態を踏まえて判断する必要があります。」という金融庁の考え方が示されている。
2019年（令和元年）、時の首相・安倍晋三は自身が主催する「桜を見る会」に反社会的勢力とされる人物が参加していた疑惑に関連して、同年11月29日に立憲民主党の初鹿明博から提出された質問主意書において、「この指針において、「反社会的勢力」とは、「暴力、威力と詐欺的手法を駆使して経済的利益を追求する集団又は個人」と定義し」たことについて「異なる定義があるとすると対応方針を変更する必要が生じかねません。政府として、改めて「反社会的勢力」とは何かを定義付ける必要があると考えますが、いかがでしょうか。」と問われたことに対し、同年12月10日、「その時々の社会情勢に応じて変化し得るものであることから、あらかじめ限定的、かつ、統一的に定義することは困難だ」と答弁した。
同年12月16日の官房長官記者会見において、北海道新聞の記者が「「反社会的勢力と判断して取引を停止した場合、相手に『定義を示せ』と言われ、訴訟や慰謝料を求められかねない」と、今回の閣議決定に対する不安」と報道したことを挙げ、「現場の混乱もあるように思うのですがいかがでしょう」と質問したことに対し、官房長官・菅義偉は「指針は全く変わっていません。」と答えている。
なお、この指針に法的拘束力はないが、全国暴力追放運動推進センターらが実施した2018年のアンケート調査によると、指針に沿って対策を実施しているとする企業は1,598社中668社（41.8％）である。

## 反社会的勢力排除条項
企業の契約・約款の中には、反社会的勢力とは契約を締結しない旨を宣言したり、契約後に相手方が反社会的勢力であることが判明した場合には契約を無催告で解除することができるとした規定を設けることが多い。このような規定を一般的に「反社会的勢力排除条項」という。また、代表的な反社会的勢力が暴力団であることから「暴力団排除条項」（暴排条項）とも呼ばれる。契約・約款に反社会的勢力排除条項がある場合、契約の相手方が反社会的勢力であると判明した場合には、企業側には契約を解除する権利（解除権）が法的に発生し、場合によっては損害賠償請求権も認められる。また、契約の際に、自身が反社会的勢力でないことを相手方に表明・確約させ、誓約書などの提出を求めることもある。

### 反社会的勢力排除条項に関する判例
2014年4月7日、最高裁判所は、約款で反社会的勢力からの貯金の新規預入申込みは拒絶すると定めている銀行において、自身が暴力団員であることを隠し、反社会的勢力でないことを表明・確約して、口座開設等を申し込み、通帳等の交付を受ける行為は、刑法246条1項における「人を欺いて財物を交付させ」る行為に当たり、詐欺罪が成立するとした。